# Gouverneur des Languedoc
Der Gouverneur des Languedoc war lange Zeit der mit großer Macht ausgestattete militärische Oberbefehlshaber im Languedoc. Er war anfangs der Stellvertreter („Lieutenant“) des Königs, und es scheint so, dass das Amt seit der Zeit des Erzbischofs von Auch (1325) weitgehend ständig besetzt war. Mit wenigen Ausnahmen wählte der König den Gouverneur aus den Häusern des französischen Hochadels, wenn nicht gar seiner eigenen Familie. Nach der Hinrichtung des letzten Herzogs von Montmorency (1632), der Fronde, dem Pyrenäenfrieden (1659) und dem Wegfall der beständigen Bedrohung durch Spanien, wurde die Aufgabe des Gouverneurs mehr und mehr rein repräsentativ, so dass seit der Amtszeit des Herzogs von Maine (ab 1682) der Gouverneur nicht einmal mehr im Languedoc residierte.

## Lieutenant-général du Languedoc
| Datum       | Lieutenant du roi                               | Wappen | Bemerkungen |
| ----------- | ----------------------------------------------- | ------ | --- |
| 1339 – 1347 | Jean de Marigny († 1351), Bischof von Beauvais. |        | Jean de Marigny war Bischof von Beauvais (1313–1347), anschließend Erzbischof von Rouen (1347–1351); 1347 erhielt er den Titel eines Vizekönigs des Languedoc. |

## Gouverneure des Languedoc von 1325 bis zur Revolution
| Datum               | Gouverneur                                                                                             | Wappen                                                                                                 | Bemerkungen |
| ------------------- | --- | --- | --- |
| 1325                | Guillaume IV. de Flavacourt († 1359)                                                                   | | Seit 1323 Erzbischof von Auch, 1356 Erzbischof von Rouen |
| 1352 (November)     | Jean I. (1311–1373), comte d'Armagnac.                                                                 | | |
| 1357 (14 Dezember)  | Jean de Valois (1340–1416), comte de Poitiers.                                                         | | Jean de Poitiers, der spätere Herzog von Berry, war bereits von seinem Vater, König Johann II., im Mai 1356, also vor dessen Gefangennahme ernannt worden, konnte sich aber nicht ins Languedoc begeben und das Amt antreten. Der Comte d'Armagnac repräsentierte daher weiterhin die Krone. Der König bestätigte dies mit in Windsor ausgefertigten Briefen. Der Comte de Poitiers ging im August 1360 seinerseits – im Austausch für seinen Vater – als Geisel nach England. |
| 1361 (Januar)       | Robert de Fiennes (1308–1385), Connétable von Frankreich.                                              | | |
| 1361 (November)     | Arnoul d’Audrehem (1302/07–1370), Marschall von Frankreich.                                            | | Bestätigt am 13. August 1362. |
| 1364 (November)     | Louis de Valois (1339–1384), duc d'Anjou.                                                              | | Abberufen Mai 1380. |
| 1380 (August)       | Gaston Phébus, (1331–1391) comte de Foix.                                                              | | Bertrand du Guesclin starb – bereits ernannt – auf bei der Belagerung von Châteauneuf-de-Randon am 13. Juli 1380. |
| 1380 (19. November) | Jean de Valois (1340–1416), duc de Berry.                                                              | | Der nach dem Tod des Königs Karl gebildete Regentschaftsrat ernannte ihn zum zweiten Mal. Er musste sich danach militärisch gegen den Grafen von Foix durchsetzen. Etwa Osterm 1390 wurde er von König Karl VI. abgesetzt. |
| 1390 (Dezember)     | Louis de Sancerre (v. 1341–1402), Marschall von Frankreich.                                            | | Er ist der wichtigste unter den Kommissaren, die Karl VI. zur Verwaltung des Languedoc ernannte. Die anderen sind Pierre, seigneur de Chevreuse; der Ritter Pierre Mensart sowie die Maîtres Jean de Longueil, Jean La Vielle und Jean de Vite. |
| 1401 (9. Mai)       | Jean de Valois (1340–1416), duc de Berry.                                                              | | 3. Amtszeit. Im April 1411 abgesetzt. |
| 1411–1413           | Vakanz (Verwaltung des Languedoc im Namen des Königs durch ein Kollegium von Kommissaren).             | Vakanz (Verwaltung des Languedoc im Namen des Königs durch ein Kollegium von Kommissaren).             | Vakanz (Verwaltung des Languedoc im Namen des Königs durch ein Kollegium von Kommissaren). |
| 1413 (4. Februar)   | Jean II. Le Maingre genannt Boucicaut (1364–1421), Marschall von Frankreich.                           | | |
| 1413 (21. Oktober)  | Jean de Valois (1340–1416), duc de Berry.                                                              | | 4. Amtszeit Er bleibt im Amt bis zu seinem Tod am 15. Juni 1416. |
| 1416–1419           | Vakanz                                                                                                 | Vakanz                                                                                                 | Vakanz |
| 1419 (20. Januar)   | Jean I. (1382–1436), comte de Foix.                                                                    | | Nacheinander von Dauphin Karl (Dezember 1418) und König Karl VI. (Januar 1419) ernannt |
| 1420 (Januar)       | Der Dauphin entzieht das Amt dem Grafen von Foix und kommt bis Juni 1420 persönlich ins Languedoc.     | Der Dauphin entzieht das Amt dem Grafen von Foix und kommt bis Juni 1420 persönlich ins Languedoc.     | Der Dauphin entzieht das Amt dem Grafen von Foix und kommt bis Juni 1420 persönlich ins Languedoc. |
| 1420 (21. August)   | Charles I. de Bourbon (1401–1456), comte de Clermont.                                                  | | Durch den Dauphin ernannt. |
| 1424 (Anfang)       | Jacques II. de Bourbon, comte de La Marche (1370–1438)                                                 | | |
| 1425 (6. Januar)    | Jean I. comte de Foix.                                                                                 | | Von Karl VII. erneut eingesetzt, bleibt er Gouverneur bis zu seinem Tod am 4. Mai 1436. |
| 1436–1440           | Vakanz (in dieser Zeit verwalteten Karl VII. oder der Dauphin Ludwig das Languedoc zeitweise vor Ort). | Vakanz (in dieser Zeit verwalteten Karl VII. oder der Dauphin Ludwig das Languedoc zeitweise vor Ort). | Vakanz (in dieser Zeit verwalteten Karl VII. oder der Dauphin Ludwig das Languedoc zeitweise vor Ort). |
| 1440 (5. Juli)      | Charles IV. d'Anjou (1414–1472), comte du Maine.                                                       | | Lässt sich im Languedoc durch Tanneguy du Chastel (1369–1449) vertreten. |
| 1466 (5. Juni)      | Jean II. de Bourbon (1426–1488), duc de Bourbon et d'Auvergne.                                         | | |
| 1488 (29 April)     | Pierre II. de Bourbon (1438–1503), sire de Beaujeu, duc de Bourbon.                                    | | |
| 1503–1512           | Vakanz                                                                                                 | Vakanz                                                                                                 | Vakanz |
| 1512 (September)    | Charles III. de Bourbon-Montpensier (1490–1527), duc de Bourbon, Connétable von Frankreich.            | | Der Connétable de Bourbon war der Schwiegersohn von Pierre de Beaujeu. Nach seiner Verschwörung gegen König Franz I., das im August 1523 aufgedeckt wurde, floh er aus Frankreich. Sein Prozess erfolgte in Abwesenheit, er wurde enteignet und abgesetzt. |
| 1526 (23. März)     | Anne de Montmorency (1493–1567), duc de Montmorency.                                                   | | |
| 1563 (12. Mai)      | Henri I. de Montmorency (1534–1614), duc de Montmorency.                                               | | |
| 1614 (2. April)     | Henri II. de Montmorency (1595–1632), duc de Montmorency.                                              | | In Toulouse nach einem Aufstand hingerichtet. |
| 1632 (22. Oktober)  | Henri de Schomberg (1575–1632), Marschall von Frankreich.                                              | | Starb einen Monat nach seiner Ernennung. |
| 1633 (Juli)         | Charles de Schomberg (1601–1656), duc d'Halluin, Marschall von Frankreich.                             | | |
| 1644 (24 April)     | Gaston de France (1608–1660), duc d'Orléans.                                                           | | Auch Generalleutnant des Königs im Languedoc. |
| 1660 (28. Februar)  | Armand de Bourbon (1629–1666), prince de Conti.                                                        | | |
| 1666 (22. März)     | Henri de Bourbon (1601–1682), duc de Verneuil.                                                         | | Unehelicher Sohn des Königs Heinrich IV. |
| 1682                | Louis Auguste de Bourbon (1670–1736), duc du Maine.                                                    | | Der Herzog von Maine, ein unehelicher Sohn Ludwigs XIV., war zur Zeit seiner Ernennung minderjährig. |
| 1737                | Louis Auguste de Bourbon (1700–1755), prince de Dombes.                                                | | |
| 1755                | Louis Charles de Bourbon (1701–1775), comte d'Eu.                                                      | | |
| 1775 (27. Juli)     | Louis Antoine de Gontaut (1700–1788), duc de Biron.                                                    | | Letzter Gouverneur des Languedoc. Er starb am 29. Oktober 1788 und wurde nicht ersetzt. |